# Maurice Dubois (Croix-Rouge)
Pour les articles homonymes, voir Maurice Dubois (homonymie).
Maurice Dubois (né le 17 juillet 1905 à Bienne dans le Canton de Berne en Suisse et mort le 6 décembre 1997 à Le Locle, dans le Canton de Neuchâtel, en Suisse) est durant la Seconde Guerre mondiale le directeur du Secours Suisse aux Enfants, composante de la Croix-Rouge suisse. Il réussit en août 1942, avec l'aide de son épouse et de Rösli Näf, à faire libérer du camp du Vernet, 40 enfants arrêtés au château de la Hille à Montégut-Plantaurel, dans le département de l'Ariège, en France. Il est reconnu comme Juste parmi les Nations.

## Biographie
Maurice Dubois est né le 17 juillet 1905 à Bienne dans le Canton de Berne en Suisse. Il vient d'une famille ouvrière.
Il est le fils de Georges Dubois et de Marthe Dubois (née Monbaron). Son père est horloger. Il fait l'apprentissage de fourreur. Il épouse Ellenor (Éléonore, Ellen) Imbelli, une américaine. Ils sont tous deux des Quakers.
Il ne fait pas son service militaire dans l'armée suisse, en tant qu'objecteur de conscience.

### Guerre d'Espagne
Pacifiste, on le trouve durant la  Guerre d'Espagne (de 1937 à 1939), avec le Cartel suisse d'aide aux enfants victimes de la guerre. Le cartel organise des camps dans le sud de la France, pour les réfugiés du franquisme.

### Seconde Guerre mondiale

#### Maternité suisse d'Elne
Maurice Dubois est envoyé à la Maternité suisse d’Elne à Elne (Pyrénées-Orientales) au printemps 1940. Avec l’invasion de la France et le déferlement de centaines de milliers de réfugiés dans le sud de la France, il choisit de rester,.

#### Secours aux enfants
Le Cartel suisse d'aide aux enfants victimes de la guerre et vient en aide aux enfants juifs dans le sud de la France durant la Seconde Guerre mondiale. Il prend le nom en 1941 de Secours aux enfants de la Croix-Rouge suisse.
Maurice Dubois devient en juin 1940 délégué régional à Toulouse, supervisant une vingtaine de colonies, dont celle du château de La Hille, dans l'Ariège.

#### La rafle du 26 août 1942
Depuis le printemps 1941, la Croix-Rouge Suisse-Secours aux enfants gère la colonie juive composée d'orphelins localisée au château de La Hille. La colonie est dirigée par Roslï Näf, une infirmière âgée de 30 ans, ayant travaillé auparavant avec Albert Schweitzer à Lambaréné au Gabon.
Tôt le matin du  26 août 1942, 45 jeunes de plus de 16 ans et trois employés juifs sont arrêtés par la gendarmerie, suivant les ordres des nazis et déportés au camp du Vernet, au nord de Pamiers (Ariège). Rösli Näf essaie de s'interposer, sans succès. L'emblème de la Croix-Rouge n'a aucun effet.
Les enfants sont sauvés par la directrice suisse de La Hille, Roesli Naef, une célibataire d'une trentaine d'années, ayant travaillé auparavant avec Albert Schweitzer à Lambaréné au Gabon et Maurice Dubois, qui se rendent à Vichy et obtiennent leur libération. Maurice Dubois demande l'appui de la Légation de Suisse. Le  ministre de suisse à Vichy Walter Stucki, étant en Suisse, il rencontre le Chargé d’affaires Decroux, qui lui fait le « meilleur accueil ». Eleonor Dubois se rend en Suisse pour alerter les autorités fédérales. Maurice Dubois menace de fermer toutes les maisons d'enfants de la zone libre ou dans la toute France,, si les enfants arrêtés ne sont pas libérés. Il prend contact avec Gilbert Lesage, directeur du Service social des étrangers à Vichy, un Quaker, reconnu plus tard comme Juste parmi les Nations. Maurice Dubois rencontre un adjoint de René Bousquet, Secrétaire général de la Police, qui vient de contribuer à l'organisation de la Rafle du Vélodrome d'Hiver des 16 et 17 juillet 1942, qui accorde la libération des enfants.
Les enfants reviennent à La Hille le 2 septembre 1942. Roesli Naef organise immédiatement leur sauvetage, avec le passage en Espagne et en Suisse,,,, pour les plus âgés. Le sauvetage vers la Suisse d'une vingtaine d'enfants est une initiative personnelle de Rösli Naef. Les autorités de la Croix-Rouge suisse, n'ayant pas été consultées, exigent sa démission,. D'autres se réfugient dans des fermes de la région. Une douzaine s'engagent dans la résistance. Un d'entre-eux, Egon Berlin, âgé de 16 ans, meurt au combat, près de Roquefixade (Ariège) et est enterré dans le cimetière de Pamiers. Une douzaine arrêtés dans leur fuite de La Hille sont déportés et meurent à Auschwitz.
La colonie ferme fin 1945.
Sur la centaine d'enfants, environ 90 survivent à la guerre,.

### Maladie
En juillet 1943, Maurice Dubois tombe malade et avec son épouse, cesse son activité.

### Don Suisse
De 1944 à 1948, il est délégué du Don suisse en France.

### Adelboden
De 1948 à 1952, il est directeur d'un foyer pour enfants, rescapés de camps de concentration, à Adelboden, dans le Canton de Berne, en Suisse.

### Le Locle
De 1952 à 1970, il dirige le foyer des Billodes, au Locle, dans le Canton de Neuchâtel, en Suisse.

## Honneurs
- Reconnu comme Juste parmi les Nations par Yad Vashem, le 2 avril 1985. Il reçoit la médaille en 1985 à Berne. Le 21 novembre 1989, il plante un arbre sur le mont du Souvenir à Jérusalem[4].
- Hommage à La-Chaux-De-Fonds. Exposition et hommage à la Bibliothèque de la ville. Une maternité suisse en France en 1939[33]